# Vila Nova de Paiva (freguesia)
A Freguesia de Vila Nova de Paiva é uma antiga freguesia portuguesa do Município de Vila Nova de Paiva, que tinha 8,30 km² de área e 1 289 habitantes (2011), e, por isso, uma densidade populacional de 155,3 hab/km².
A partir de 29 de Setembro de 2014, a Freguesia de Vila Nova de Paiva foi extinta (agregada) tendo o seu território passado a fazer parte integrante da então criada União de Freguesias de Vila Nova de Paiva, Alhais e Fráguas com sede em Vila Nova de Paiva.

## População
| População da Freguesia de Vila Nova de Paiva | População da Freguesia de Vila Nova de Paiva | População da Freguesia de Vila Nova de Paiva | População da Freguesia de Vila Nova de Paiva | População da Freguesia de Vila Nova de Paiva | População da Freguesia de Vila Nova de Paiva | População da Freguesia de Vila Nova de Paiva | População da Freguesia de Vila Nova de Paiva | População da Freguesia de Vila Nova de Paiva | População da Freguesia de Vila Nova de Paiva | População da Freguesia de Vila Nova de Paiva | População da Freguesia de Vila Nova de Paiva | População da Freguesia de Vila Nova de Paiva | População da Freguesia de Vila Nova de Paiva | População da Freguesia de Vila Nova de Paiva |
| -------------------------------------------- | -------------------------------------------- | -------------------------------------------- | -------------------------------------------- | -------------------------------------------- | -------------------------------------------- | -------------------------------------------- | -------------------------------------------- | -------------------------------------------- | -------------------------------------------- | -------------------------------------------- | -------------------------------------------- | -------------------------------------------- | -------------------------------------------- | -------------------------------------------- |
| 1864                                         | 1878                                         | 1890                                         | 1900                                         | 1911                                         | 1920                                         | 1930                                         | 1940                                         | 1950                                         | 1960                                         | 1970                                         | 1981                                         | 1991                                         | 2001                                         | 2011                                         |
| 781                                          | 793                                          | 1 039                                        | 1 050                                        | 851                                          | 847                                          | 992                                          | 1 058                                        | 1 067                                        | 1 114                                        | 903                                          | 1 039                                        | 1 175                                        | 1 411                                        | 1 289                                        |

Nos censos de 1864 e 1878 figura Barrelas, no concelho de Fráguas, sendo-lhe dada a actual designação por decreto de 2 de maio de 1883. Por este mesmo decreto foi estabelecida nesta freguesia a sede do concelho de Fráguas, que foi extinto por decreto de 7 de setembro de 1895 e restaurado por decreto de 13 de janeiro de 1898 com a designação actual

1. ↑   https://www.cm-vnpaiva.pt/index.php?option=com_content&view=article&id=78&Itemid=80
2. ↑  Instituto Nacional de Estatística (Recenseamentos Gerais da População) - https://www.ine.pt/xportal/xmain?xpid=INE&xpgid=ine_publicacoes